# Elmar Klos
Elmar Klos (26 de enero de 1910-19 de julio de 1993) fue un director de cine checo que colaboró durante 17 años con su colega eslovaco Ján Kadár y con él ganó el Oscar de 1965 a la Mejor Película en Lengua Extranjera por La tienda de la calle mayor.
Dirigieron la película de 1963, La muerte se llama Engelchen, que entró en el 3er Festival Internacional de Cine de Moscú y ganó un Premio de Oro.

## Filmografía
| Año  | Título                       | Director | Guionista | Notas                                                                    |
| ---- | ---------------------------- | -------- | --------- | ------------------------------------------------------------------------ |
| 1953 | Kidnapped                    | Sí       | Sí        |                                                                          |
| 1955 | Music from Mars              | Sí       | Sí        |                                                                          |
| 1957 | At the Terminus              | Sí       | Sí        |                                                                          |
| 1958 | Three Wishes                 | Sí       | Sí        |                                                                          |
| 1963 | La muerte se llama Engelchen | Sí       | Sí        | Ganador del Golden Prize en el Festival Internacional de Cine de Moscú   |
| 1964 | Accused                      | Sí       | Sí        | Ganador del Globo de cristal en Karlovy Vary International Film Festival |
| 1965 | La tienda de la calle mayor  | Sí       | Sí        | Ganador del Premio Oscar a la Mejor Película de Habla no Inglesa         |
| 1971 | Adrift                       | Sí       | Sí        |                                                                          |
| 1989 | Bizon                        | Sí       | No        |                                                                          |